# Inégalité de Kantorovitch
Ne doit pas être confondu avec Théorème de Kantorovitch.
En mathématiques, l'inégalité de Kantorovitch est une inégalité « complémentaire » de l'inégalité de Cauchy-Schwarz, elle-même généralisation de l'inégalité triangulaire. 
Elle a été découverte en 1948 par le mathématicien et économiste soviétique Leonid Kantorovitch, lauréat du « prix Nobel d'économie » et pionnier de la programmation linéaire.
L'inégalité triangulaire dit que la somme des longueurs de deux côtés d'un triangle est supérieure ou égale à la longueur du troisième côté. L'inégalité de Kantorovitch donne un résultat équivalent avec les termes et notations de la programmation linéaire.
Inégalité de Kantorovitch (version scalaire) — Soit {\displaystyle p_{i}\geq 0,\quad 0<a\leq x_{i}\leq b} pour i = 1,...,n. 
Soient {\displaystyle A_{n}=\{1,2,\dots ,n\}.} Alors 
{\displaystyle \qquad \left(\sum _{i=1}^{n}p_{i}x_{i}\right)\left(\sum _{i=1}^{n}{\frac {p_{i}}{x_{i}}}\right)\leq {\frac {(a+b)^{2}}{4ab}}\left(\sum _{i=1}^{n}p_{i}\right)^{2}-{\frac {(a-b)^{2}}{4ab}}\min \left\{\left.\left(\sum _{i\in X}p_{i}-\sum _{j\in Y}p_{j}\right)^{2}\,\right|\,{X\cup Y=A_{n}},{X\cap Y=\varnothing }\right\}.}
Inégalité de Kantorovitch (version matricielle) — Soit {\displaystyle \mathbf {A} \in {\mathcal {S}}_{n}^{++}(\mathbb {R} )}, une matrice symétrique définie positive. Soit {\displaystyle \lambda _{\min },\lambda _{\max }}, respectivement la valeur propre la plus petite et la plus grande de A.
Alors, pour tout vecteur {\displaystyle x\in \mathbb {R} ^{n}} :
{\displaystyle \left\langle \mathbf {A} x,x\right\rangle \left\langle \mathbf {A} ^{-1}x,x\right\rangle \leqslant {\frac {1}{4}}\left({\sqrt {\frac {\lambda _{\min }}{\lambda _{\max }}}}+{\sqrt {\frac {\lambda _{\max }}{\lambda _{\min }}}}\right)^{2}\|x\|^{4}.}
L'inégalité de Kantorovitch est utilisée en analyse de convergence ; elle permet notamment de majorer la vitesse de convergence de la méthode de descente de Cauchy.
Des équivalents de l'inégalité de Kantorovitch existent dans différents domaines. On citera l'inégalité de Wielandt et l'inégalité de Cauchy-Schwarz, elles-mêmes équivalentes à l'inégalité de Hölder.